# اسپارکس (گروه موسیقی)
اسپارکس (انگلیسی: Sparks) گروه موسیقی راک آمریکایی برخاسته از لس آنجلس است که سال ۱۹۷۱ توسط برادران مِیل -ران (کیبورد) و راسل (خواننده)- با تغییر نامِ گروهی قدیمی‌تر به نام هافنِلسون (Halfnelson) شکل گرفت. اسپارکس به‌خاطر رویکرد غیرقابل پیش‌بینی در آهنگسازی و لحن پیچیده، خلاقانه و گزندهٔ ترانه‌هایش شهرت دارد. اجراهای تئاتری گروه با تضاد حضور بیش‌فعال و شوخِ راسل در کنار کم‌تحرکی و عبوسی ران، جلوه‌ای ممتاز به اسپارکس بخشیده است. صدای فالستوی راسل و شیوهٔ کیبوردنوازی ران از دیگر ویژگی‌های برجستهٔ گروه است.

## آلبوم‌شناسی
- Halfnelson (1971) که دوباره با نام Sparks در سال ۱۹۷۲ منتشر شد.
- A Woofer in Tweeter's Clothing (1972)
- Kimono My House (1974)
- Propaganda (1974)
- Indiscreet (1975)
- Big Beat (1976)
- Introducing Sparks (1977)
- No. 1 in Heaven (1979)
- Terminal Jive (1980)
- Whomp That Sucker (1981)
- Angst in My Pants (1982)
- In Outer Space (1983)
- Pulling Rabbits Out of a Hat (1984)
- Music That You Can Dance To (1986)
- Interior Design (1988)
- Gratuitous Sax & Senseless Violins (1994)
- Plagiarism (1997)
- Balls (2000)
- Lil' Beethoven (2002)
- Hello Young Lovers (2006)
- Exotic Creatures of the Deep (2008)
- اغوای اینگمار برگمان (۲۰۰۹)
- FFS (2015) (with Franz Ferdinand as FFS)